# チップ・ヨハンセン
ジョージ・F・"チップ"・ヨハンセン（George F. "Chip" Johannessen）は、アメリカ合衆国の脚本家、プロデューサーである。『24 -TWENTY FOUR-』、『ムーンライト（英語版）』、『ミレニアム』、『ビバリーヒルズ高校白書』などに参加している。

## 経歴
ハーバード大学を卒業し、その後、UCLAのロースクールでJ.D.を取得した。
1991年にテレビシリーズ『Married... with Children』のエピソードを執筆し、キャリアが始まる。1992年に『ビバリーヒルズ高校白書』の第3シーズンでストーリーエディターの役職に就く。1993年の第4シーズンではエグゼクティブストーリーエディターに昇進した。1994年の第5シーズンでは共同プロデューサーとして製作スタッフに加わった。また同年には『The Monroes』でプロデューサーを務めた。
1996年、クリス・カーター企画によるシリーズ『ミレニアム』の第1シーズンに脚本家兼共同プロデューサーとして参加した。同シーズン半ばからはプロデューサーに昇格し、さらに1997年の第2シーズンからはコンサルティングプロデューサー、1998年の第3シーズンからはエグゼクティブプロデューサーとなった。2000年には同じくカーター製作のシリーズ『Xファイル』の脚本を執筆した。
2000年、『ダークエンジェル』の第1シーズンにコンサルティングプロデューサーとして参加した。翌2001年の第2シーズンにも引き続いて参加した。2001年後半には『24 -TWENTY FOUR-』の第1シーズンの脚本に参加した。
2005年、SFシリーズ『サーフェス（英語版）』』にコンサルティングプロデューサー兼脚本家として参加するが、これは第1シーズンで打ち切られた。
2007年、『ムーンライト（英語版）』にエグゼクティブプロデューサー兼脚本家として参加した。ヨハンセンは最初の12話まではショーランナーを務めていたが降板し、第1シーズン終了後に番組は打ち切られた。
2009年には再び『24 -TWENTY FOUR-』に参加し、コンサルティングプロデューサー兼脚本家を務めた。2009年秋からの第8シーズンでは共同エグゼクティブプロデューサーに昇格し、さらに最後の7話ではエグゼクティブプロデューサーとなった。
2010年、ヨハンセンは ショウタイムのドラマシリーズ『デクスター 警察官は殺人鬼』の第5シーズンでクライド・フィリップスに代わってショーランナー兼エグゼクティブプロデューサーとなった。ヨハンセンは第5シーズン限りで番組を離れ、2011年からはショウタイムのドラマシリーズ『HOMELAND』でプロデューサーを務め、複数エピソードの脚本を書いている。『HOMELAND』は『Xファイル』や『24 -TWENTY FOUR-』でヨハンセンと共に働いたアレックス・ガンサとハワード・ゴードンが企画した番組である。